# Lintneria istar
Lintneria istar (Istar Polilla de esfinge) es una polilla de la familia Sphingidae. Se la encuentra en bosques de pinos de montaña desde el sureste de Arizona al este y sureste de Texas, y por el sur a través de México a Guatemala.
Su envergadura alar va desde los 102 mm hasta los 114 mm. El lado superior de las alas anteriores es gris oscuro con tintes marrones y una serie de guiones estrechos y una banda negra. El lado superior del de las alas traseras es negro con dos bandas blancas.
Los adultos vuelan de julio a septiembre.
Las larvas se alimentan de especies del género Salvia.

## Sinonimia
- Sphinx istar
- Hyloicus istar (Rothschild & Jordan, 1903)[3]